# جاناتان ایمس
جاناتان ایمس (انگلیسی: Jonathan Ames؛ زادهٔ ۲۳ مارس ۱۹۶۴) یک رمان‌نویس و تهیه کننده تلویزیونی اهل ایالات متحده آمریکا است.
وی همچنین برنده جوایزی همچون کمک هزینه گوگنهایم، مرد اضافی شده است.